# Luther Thomas

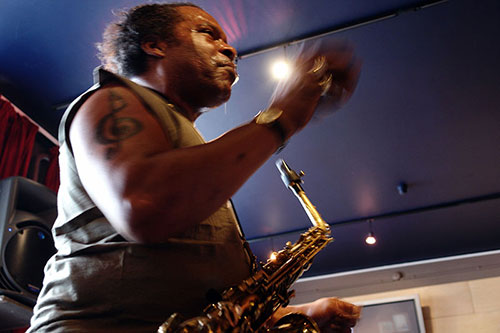
Luther Thomas

Luther Thomas (* 23. Juni 1950 in St. Louis; † 8. September 2009) war ein US-amerikanischer Altsaxophonist des Avantgarde Jazz. 

## Leben und Wirken

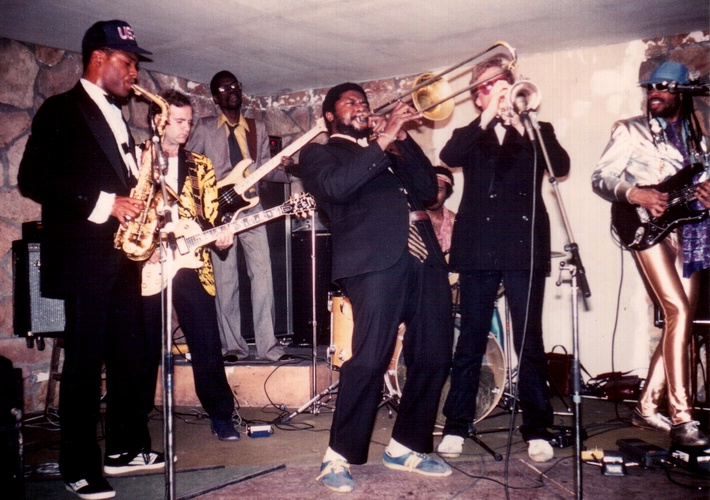
Dizzazz in Frankreich im Juni 1981. Von links nach rechts: Luther Thomas (as), Danny Petroni (g), Donald Nicks (bass), Marvin Neal (tb), Warren Benbow (drums), John K. Mulkerin (tp) und Billy „Spaceman“ Paterson (g)

Thomas erhielt mit 14 Jahren ein Saxophon und spielte in der Schulband, einer Marching Band und einem großformatigen Tanzorchester. Als Jugendlicher lernte er Oliver Lake, Hamiet Bluiett und Julius Hemphill kennen. Inspiriert durch den Altsaxophonisten Vi Reed wechselte er vom Baritonsaxophon auf das Alto als Hauptinstrument. Mit Lester Bowie als Mentor kam er ins Umfeld der Black Artists Group seiner Heimatstadt. Zunächst spielte er im Human Arts Ensemble,  mit dem er auf James Marshalls Vorschlag zeitweilig in Oregon weilte; 1973 kam er zurück in seine Geburtsstadt und machte Aufnahmen mit dem Ensemble, mit dem er 1977 und 1978 auch in Europa auf Tournee war. Parallel dazu gründete er mit Joseph Bowie das Saint Louis Creative Ensemble, in dem neben Charles Bobo Shaw Darrell Mixon und Rasul Siddik spielten. Mit dem Saint Louis Creative Ensemble trat er 1979 auf dem New Jazz Festival Moers auf. 1981 gastierte er dort mit seiner Formation Dizzaz, die Funk-Elemente stärker einbezog und mit der er im selben Jahr einen kleinen Hit hatte („Nervous Breakdown/Six Months In Reform School“). Außerdem spielte er  bei James Chance and the Contortions, mit denen er 1997 in Moers auftrat.
Seit 1996 lebte Thomas in Dänemark, wo er auch mit Hugh Steinmetz arbeitete. 2014 erschien postum das Doppel-Album Live in Denmark, das neben 2008 aufgenommenen Konzertausschnitten mit dem Mikkel Mark Trio und Gästen Studioaufnahmen aus dem Juni 2009 enthält.

## Diskographische Hinweise
- Luther Thomas Creative Ensemble: Funky Donkey (Circle Records/Creative Consciousness Records rec. 1973, ed. 1977, mit Floyd LeFlore, Harold Pudgey Atterbury, Lester Bowie, Joseph Bowie, J. D. Parran, Marvin Horne, Eric Foreman, Charles Bobo Shaw, Abdullah Yakub, Rocky Washington)[4]
- Human Arts Ensemble: Junk Trap (Black Saint, 1978, mit J. Bowie, James Emery, John Lindberg und Charles Bobo Shaw.)
- Saint Louis Creative Ensemble: Live at Moers (Moers Music, 1979)
- Luther Thomas and Dizzaz: Yo' Momma (Moers, 1981)
- Luther Thomas Quintett: Don't Tell! (Creative Consciousness Music, 1993, mit Ted Daniel, Charles Eubanks, Wilber Morris, Denis Charles)
- BAGin It (CIMP, 1996, mit Ted Daniel, Wilber Morris, Dennis Charles)
- Finally! Total Unity in 3 Phases (2006), mit Jeffrey Hayden Sturdut, Ed Chang, Motoko Smimizu
- Luther Thomas & John Lindberg Spirit of St. Louis (Ayler Records, 2008)
- In Denmark (ILK, 2014, vorher nicht veröffentlichte Live-Aufnahmen auf 2 CDs)